# Ламбахское аббатство
Аббатство Ламбах (нем. Stift Lambach) — бенедиктинский монастырь в Ламбахе, Вельзланд, Верхняя Австрия, Австрия.
Монастырь был основан в Ламбахе примерно в 1040 году графом Арнольдом II Ламбах-Вельским. Его сын, епископ Вюрцбургский Адальберо (позже канонизированный), в 1056 году преобразовал монастырь в бенедиктинское аббатство, которым оно и является с тех пор. В XVII —XVIII веках была проведена большая реконструкция в стиле барокко, в основном выполненная семьёй Карлоне. Ламбах избежал роспуска монастырей императором Иосифом II в 1780-х годах.

В 1897/98 годах Адольф Гитлер жил в городе Ламбах со своими родителями и посещал монастырскую школу, где он увидел Крючковатый Крест (христианский символ, который зачастую путают со свастикой, индуистским и буддийским символом), используемый в декоративной резьбе по камню и дереву здания. Позже он использовал его как символ нацистской партии, поместив его в белый круг на красном фоне для использования в качестве флага.

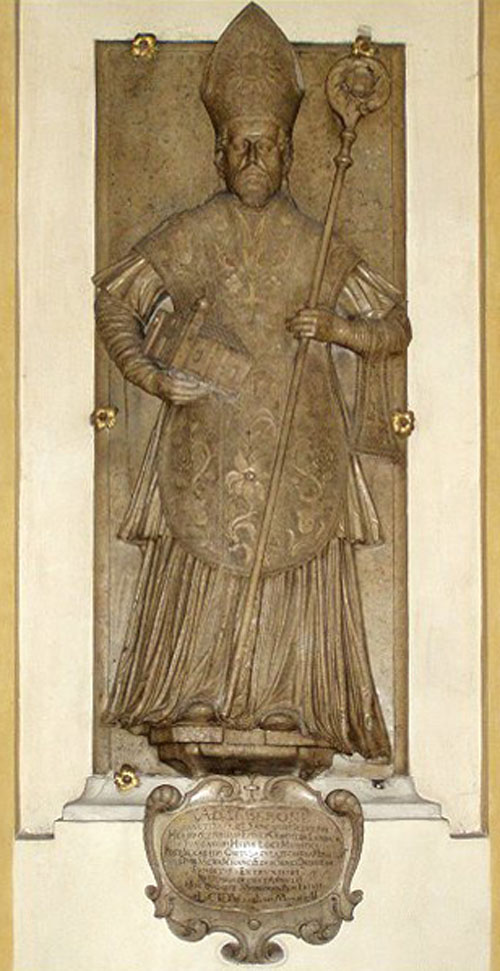

Ежедневно, с Пасхального воскресенья по 31 октября в 14:00 проводятся экскурсии с гидом. Экскурсия включает посещение романских фресок, театра в стиле барокко, библиотеки и церкви в стиле барокко.
Аббатство сохранило большую часть культурного интереса. В нем сохранились старейшие романские фрески в Южной Германии и Австрии, а также бывшая таверна аббатства, ныне аптека, с фасадом в стиле барокко. Театр аббатства в стиле барокко также был восстановлен до рабочего состояния, а летняя трапезная, построенная в начале XVIII века Карло Антонио Карлоне, была преобразована в концертный зал. Амбулатория Диего Карлоне того же периода отличается большим великолепием. Неожиданной особенностью является множество гномов в стиле барокко в монастырском саду (см. также аббатство Глинк).
Церковь аббатства также была отреставрирована в стиле барокко, с органом Кристофа Эгедахера и гробницей святого Адельберо. Аббатству, помимо большой коллекции предметов священного искусства, также принадлежит средневековая чаша святого Адельберо, хотя она редко выставляется на всеобщее обозрение. Библиотека была построена около 1691 года и содержит около 50 000 томов, а также архивные материалы.
С 1625 года аббатство принадлежит Австрийской конгрегации, которая в настоящее время является частью бенедиктинской конфедерации.